# Municipio de Concord (condado de DeKalb)
El municipio de Concord (en inglés: Concord Township) es un municipio ubicado en el condado de DeKalb en el estado estadounidense de Indiana. En el año 2010 tenía una población de 1335 habitantes y una densidad poblacional de 28,7 personas por km².

## Geografía
El municipio de Concord se encuentra ubicado en las coordenadas 41°20′12″N 84°54′38″O / 41.33667, -84.91056. Según la Oficina del Censo de los Estados Unidos, el municipio tiene una superficie total de 46.51 km², de la cual 46.42 km² corresponden a tierra firme y (0.18%) 0.09 km² es agua.

## Demografía
Según el censo de 2010, había 1335 personas residiendo en el municipio de Concord. La densidad de población era de 28,7 hab./km². De los 1335 habitantes, el municipio de Concord estaba compuesto por el 95.96% blancos, el 0.52% eran afroamericanos, el 0.15% eran amerindios, el 0.3% eran asiáticos, el 0.07% eran isleños del Pacífico, el 0.37% eran de otras razas y el 2.62% pertenecían a dos o más razas. Del total de la población el 2.17% eran hispanos o latinos de cualquier raza.